# Stachys officinalis
Stachys officinalis là một loài thực vật có hoa trong họ Hoa môi. Loài này được (L.) Trevis. miêu tả khoa học đầu tiên năm 1842.

## Hình ảnh

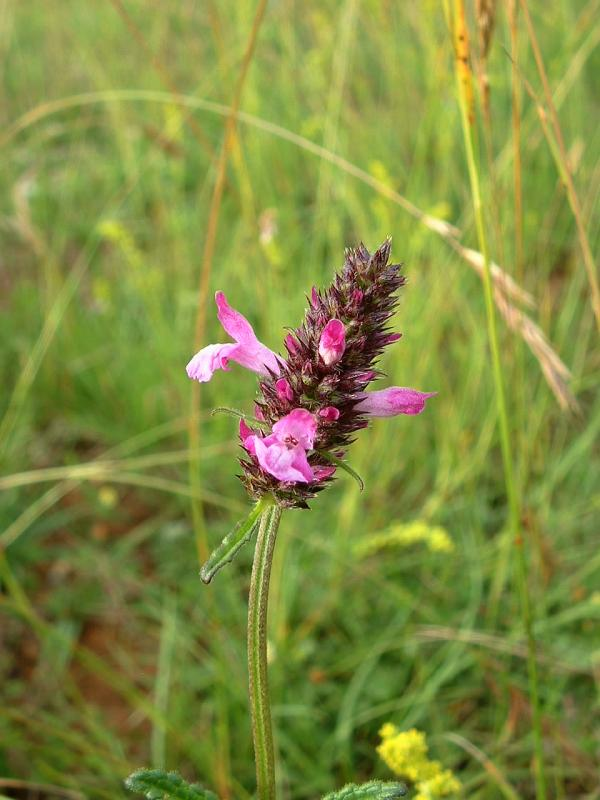
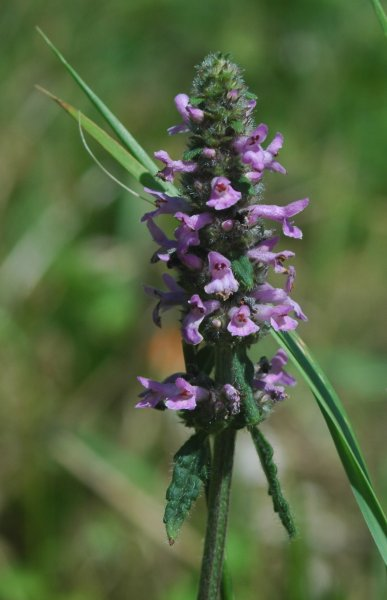
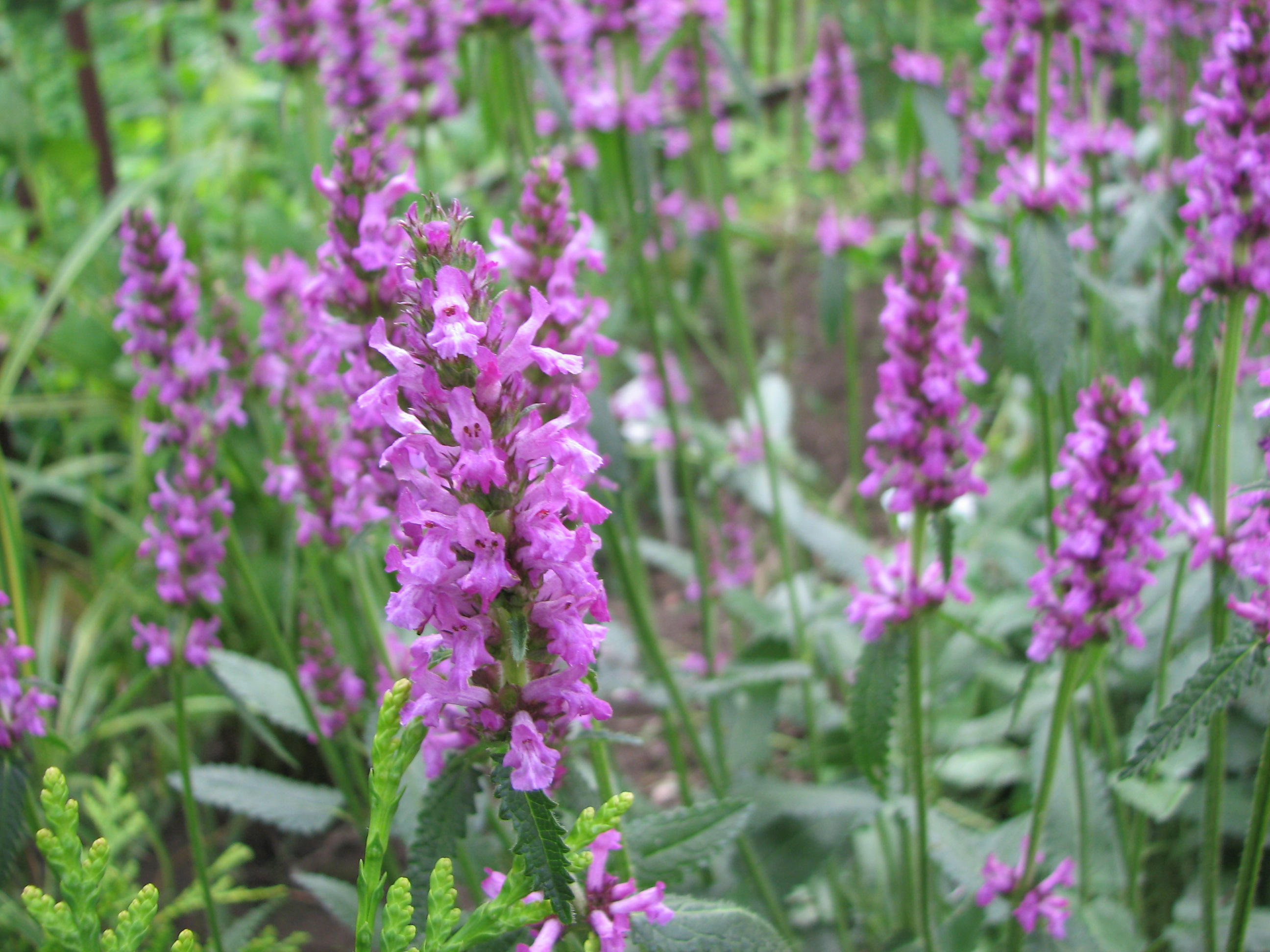
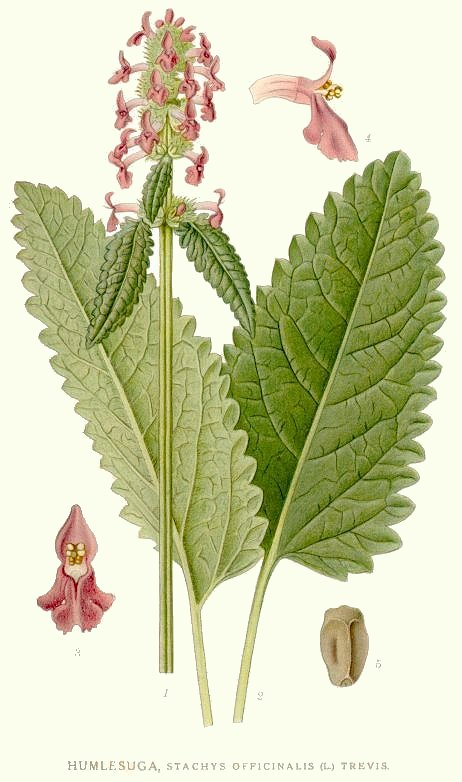